# Airbus UK Broughton FC
Airbus UK Broughton FC is een voetbalploeg uit Broughton, in het Noorden van Wales (vlak bij Chester). De ploeg werd in 1946 opgericht als team van de lokale vliegtuigfabriek van Airbus, waar vleugels werden gebouwd. Hierdoor kreeg de club de naam The Wingmakers. In 2004 dwong de ploeg promotie af naar de League of Wales, het hoogste niveau. Na die promotie heeft de ploeg zich gevestigd in het stadion van Conwy United, omdat het eigen stadion niet aan de regels voldeed.
Airbus heeft sinds de oprichting vele verschillende namen gehad, veroorzaakt door de naamsverandering van de eigenaar. Voordat de huidige naam een feit werd speelde de ploeg onder meer als Vickers-Armstrong, de Havillands, Hawker Siddeley, British Aerospace en Bae Systems.
Na de oprichting begon de club te spelen in de Chester & District League en werd er deelgenomen aan de competitie van Wrexham. In het seizoen 1992-1993 lukte het de ploeg promotie af te dwingen na het behalen van het kampioenschap in de Welsh National League (Wrexham Area) Division 2. Vervolgens speelde de ploeg vier seizoenen in Division 1, alvorens de ploeg middels de tweede plaats promoveerde naar de Welsh National League Premier Division in 1996. Ook daar bleef het enkele jaren rustig rond de ploeg tot in 2000 het kampioenschap werd behaald. Hierdoor promoveerde de club naar de Cymru Alliance en werd de naam veranderd in het huidige Airbus UK. Na een aantal degelijke seizoenen waarin de ploeg respectievelijk 11e, 8e en 5e werd lukte het in 2004 weer een kampioenschap te behalen, waardoor de ploeg voor de derde keer in 11 jaar tijd een promotie wist af te dwingen. Hiermee belandden The Wingmakers op het hoogst haalbare niveau. In het eerste seizoen moest de ploeg tot het laatste moment vechten om niet te degraderen. In het seizoen 2016/17 eindigde de ploeg als laatste en degradeerde naar de Cymru Alliance.

## Prestaties
- Kampioen Welsh National League (Wrexham Area) Division 2: 1992
- Tweede plaats Welsh National League (Wrexham Area) Division 1: 1996
- Kampioen Welsh National League Premier Division: 2000
- Kampioen Cymru Alliance: 2004

## In Europa
#Q = #kwalificatieronde, T/U = Thuis/Uit, W = Wedstrijd, PUC = punten UEFA coëfficiënten .
Uitslagen vanuit gezichtspunt Airbus UK Broughton
| Seizoen | Competitie    | Ronde | Land               | Club              | Totaalscore | 1e W    | 2e W    | PUC |
| ------- | ------------- | ----- | ------------------ | ----------------- | ----------- | ------- | ------- | --- |
| 2013/14 | Europa League | 1Q    | Vlag van Letland   | FK Ventspils      | 1-1 u       | 1-1 (T) | 0-0 (U) | 1.0 |
| 2014/15 | Europa League | 1Q    | Vlag van Noorwegen | FK Haugesund      | 2-3         | 1-1 (T) | 1-2 (U) | 0.5 |
| 2015/16 | Europa League | 1Q    | Vlag van Kroatië   | Lokomotiva Zagreb | 3-5         | 1-3 (T) | 2-2 (U) | 0.5 |

Totaal aantal punten voor UEFA coëfficiënten: 2.0
Zie ook
- Deelnemers UEFA-toernooien Wales
- Ranglijst van alle clubs die in de diverse Europa Cups zijn uitgekomen